# Halloween: The Curse of Michael Myers
 Denne artikel omhandler Halloween en film fra 1995. Opslagsordet har også en anden betydning, se Halloween (flertydig).
Halloween: The Curse of Michael Myers er en amerikansk gyserfilm fra 1995 instrueret af Joe Chappelle.

## Medvirkende
- Donald Pleasence som Dr. Sam Loomis
- Paul Rudd som Tommy Doyle
- Marianne Hagan som Kara Strode
- Mitchell Ryan som Dr. Terence Wynn
- Devin Gardner som Danny Strode
- George P. Wilbur som Michael Myers
  - A. Michael Lerner som Michael Myers
- J. C. Brandy som Jamie Lloyd
  - Danielle Harris som ng Jamie Lloyd
- Mariah O'Brien som Beth
- Keith Bogart som Tim Strode
- Kim Darby som Debra Strode
- Bradford English som ohn Strode
- Leo Geter som Barry Simms
- Susan Swift som Nurse Mary
- Alan Echeverria som Dr. Bonham
- Janice Knickrehm som  Mrs. Blankenship

## Eksterne Henvisninger
- Halloween: The Curse of Michael Myers på Internet Movie Database (engelsk)
- Halloween: The Curse of Michael Myers på Filmdatabasen
- Halloween: The Curse of Michael Myers på Scope
- Halloween: The Curse of Michael Myers i Svensk Filmdatabas (svensk)
- Halloween: The Curse of Michael Myers på AlloCiné (fransk)
- Halloween: The Curse of Michael Myers på MovieMeter (nederlandsk)
- Halloween: The Curse of Michael Myers på AllMovie (engelsk)
- Halloween: The Curse of Michael Myers hos American Film Institute (engelsk)
- Halloween: The Curse of Michael Myers hos British Film Institute (engelsk)
- Halloween: The Curse of Michael Myers på Turner Classic Movies (engelsk)

| Gyserfilm | Spire Denne gyserfilm-artikel er en spire som bør udbygges. Du er velkommen til at hjælpe Wikipedia ved at udvide den. |